# 마라넬로

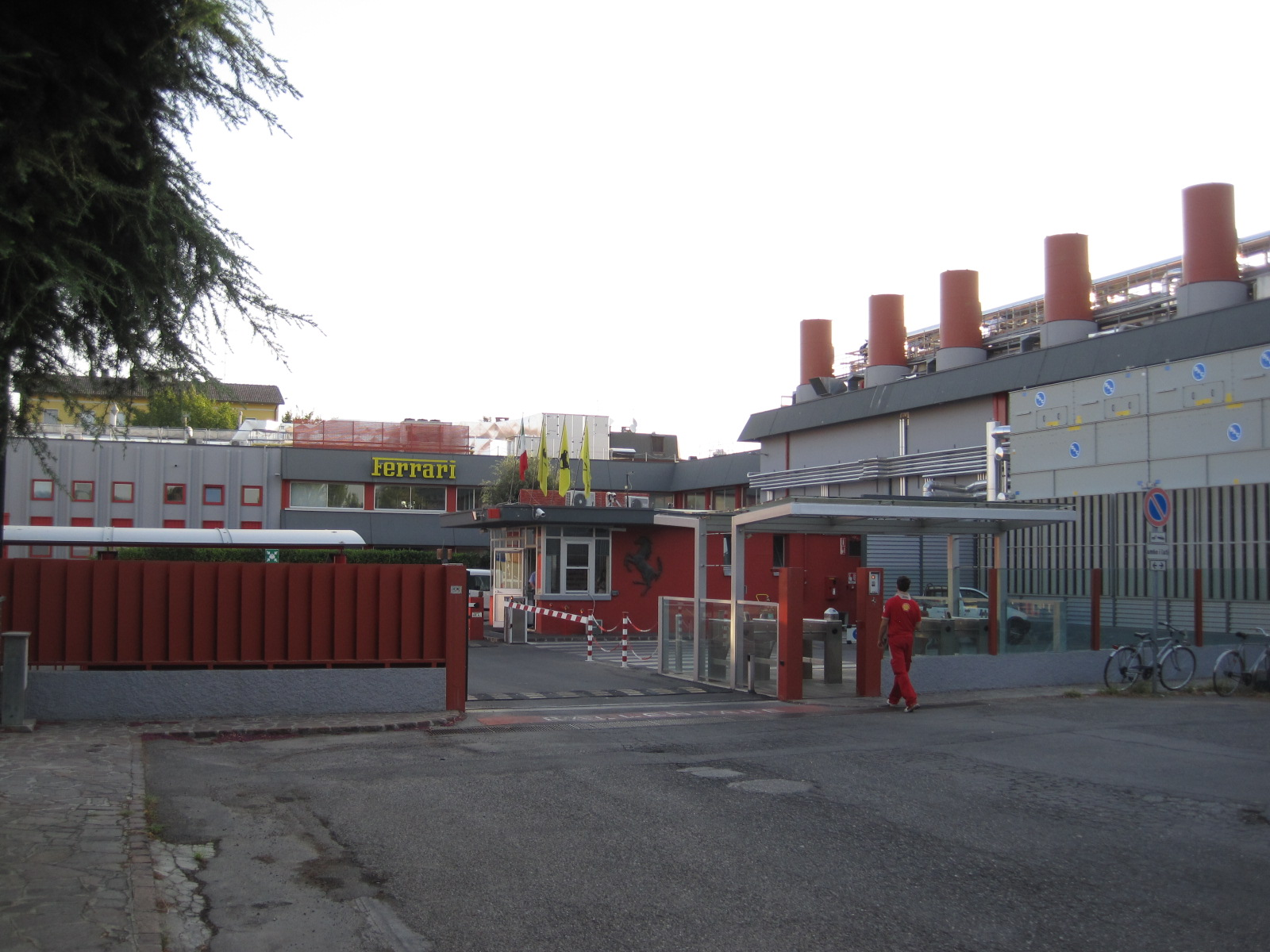

마라넬로(Maranello)는 이탈리아 에밀리아로마냐주 모데나도의 도시이다. 세계적인 스포츠카 회사인 페라리의 본사가 있는 곳으로도 유명하다.